# 鍾馗
鍾 馗（しょう き）は、主に中国の民間伝承に伝わる道教系の神。日本では、疱瘡除けや学業成就に効があるとされ、端午の節句に絵や人形を奉納したりする。また、鍾馗の図像は魔よけの効験があるとされ、旗、屏風、掛け軸として飾ったり、屋根の上に鍾馗の像を載せたりする。
鍾馗の図像は必ず長い髭を蓄え、中国の官人の衣装を着て剣を持ち、大きな眼で何かを睨みつけている姿である。

## 縁起

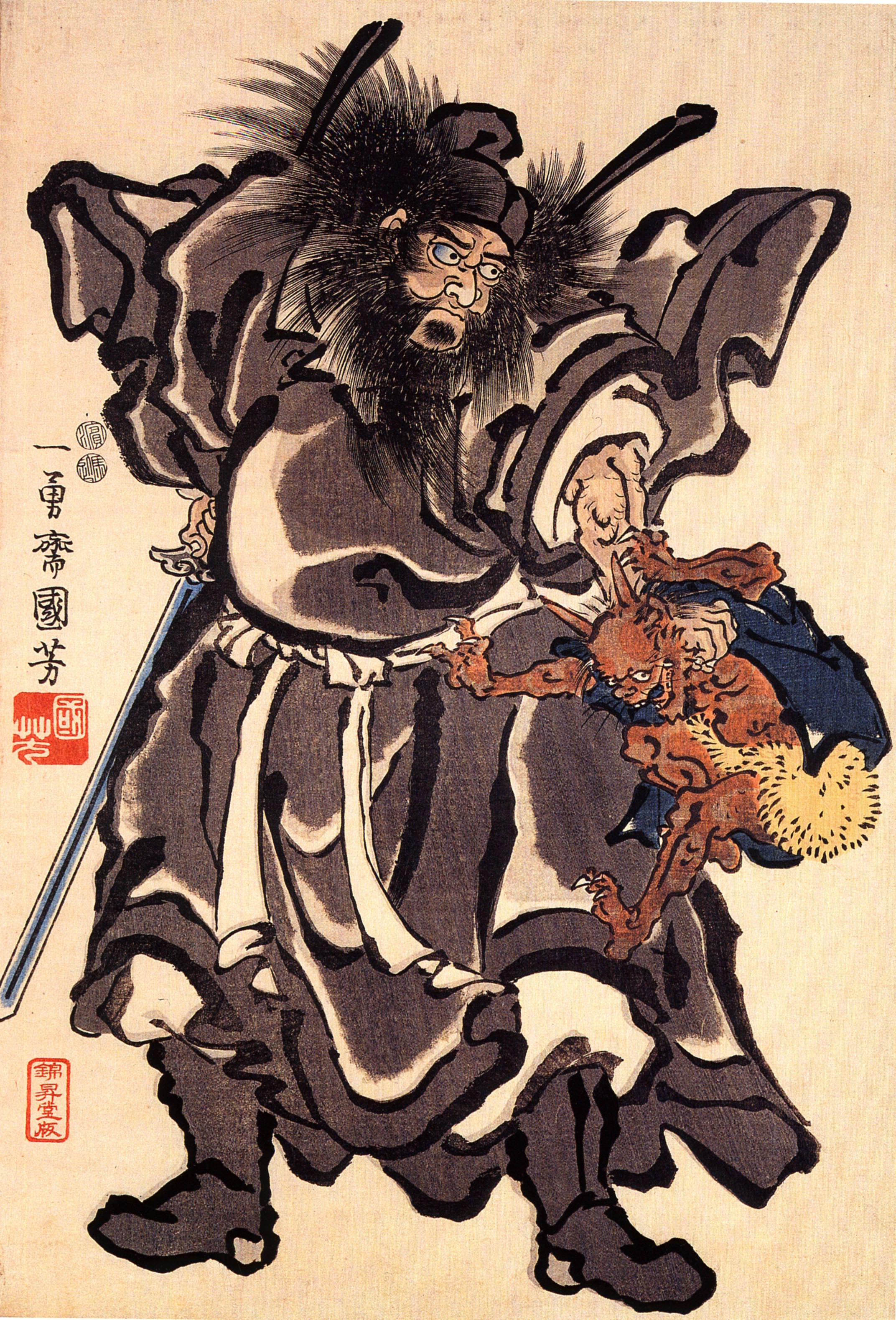
歌川国芳画『鍾馗』

鍾馗の縁起については諸説あるが、もともとは中国の唐代に実在した人物だとする以下の説話が流布している。
ある時、唐の6代皇帝玄宗が「瘧（おこり、マラリア）」にかかり床に伏せた。
玄宗は高熱のなかで夢を見る。宮廷内で小鬼が悪戯をしてまわるが、どこからともなく大鬼が現れて、小鬼を難なく捕らえて食べてしまう。玄宗が大鬼に正体を尋ねると、「自分は終南県出身の鍾馗。武徳年間（618年-626年）に官吏になるため科挙を受験したが落第し、そのことを恥じて宮中で自殺した。だが高祖皇帝は自分を手厚く葬ってくれたので、その恩に報いるためにやってきた」と告げた。
夢から覚めた玄宗は、病気が治っていることに気付く。感じ入った玄宗は著名な画家の呉道玄に命じ、鍾馗の絵姿を描かせた。その絵は、玄宗が夢で見たそのままの姿だった。
玄宗の時代から臣下は鍾馗図を除夜に下賜され、邪気除けとして新年に鍾馗図を門に貼る風習が行われていた記録がある。宋代になると年末の大儺にも貼られるようになり、17世紀の明代末期から清代初期になると端午の節句に厄除けとして鍾馗図を家々に飾る風習が生まれた。
鍾馗図は初期には呉道玄の構図の模倣が主だったが、明代に『鍾馗全伝』などの小説が流行すると騎虎図や吉祥図など多様なバリエーションが生まれ、悪疫除けの風習とともに東アジア一帯に伝播した。

## 日本での鍾馗

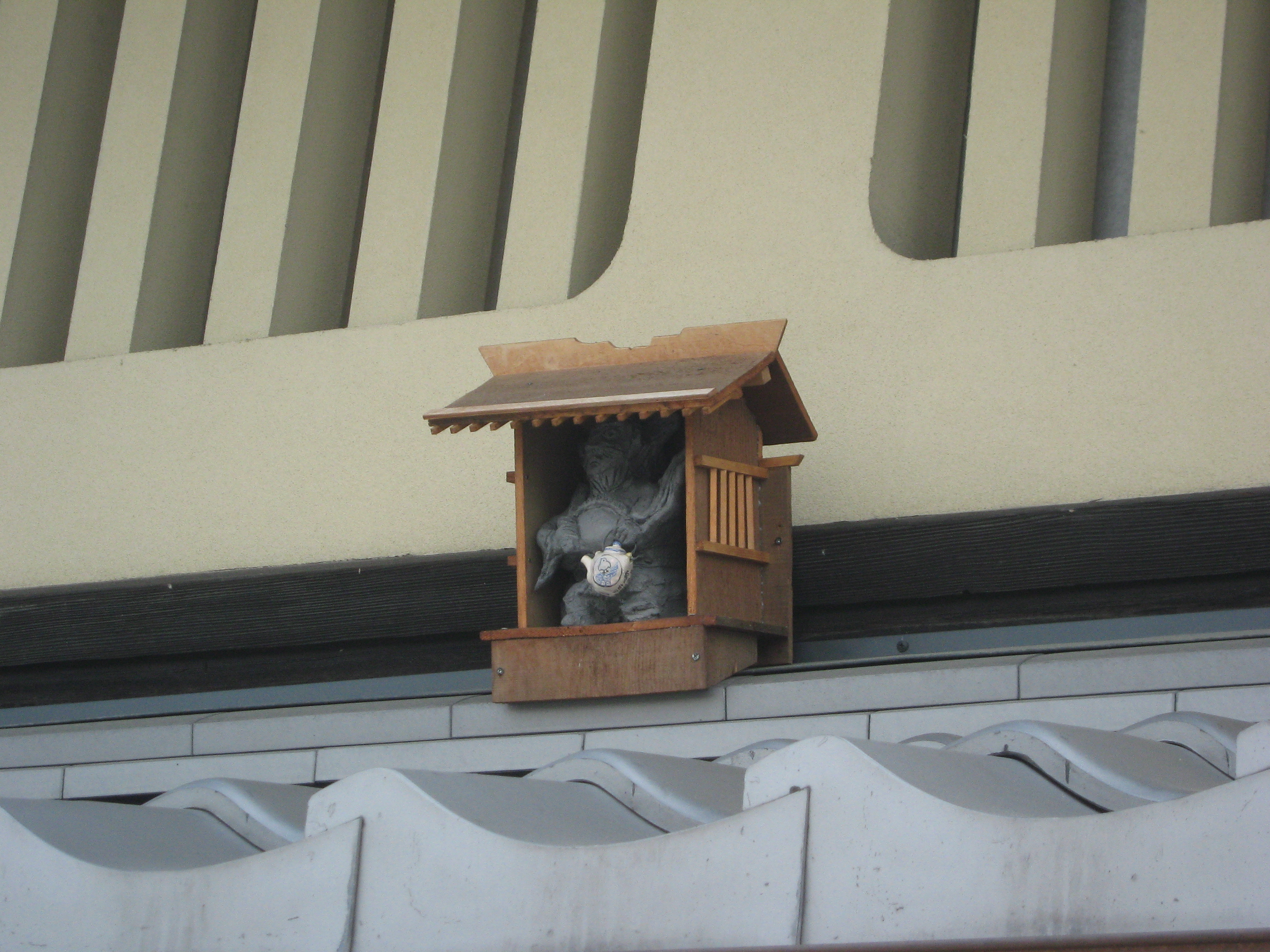
京町家の屋根の上に飾られている鍾馗像

日本に鍾馗が流入した経緯は定かでは無いが、最も古い鍾馗図の例として平安時代末期作の辟邪絵のひとつに確認できる。室町時代以降は漢画の画題として多くの画師に好まれた。
民衆のあいだでは、江戸時代末（19世紀）ごろから関東で鍾馗を五月人形にしたり、近畿で魔除けとして鍾馗像を屋根に置く風習が見られるようになった。
京都市内の民家（京町家）など近畿 - 中部地方では、現在でも大屋根や小屋根の軒先に10 - 20cm大の瓦製の鍾馗の人形が置いてあるのを見かけることができる。これは、昔京都三条の薬屋が立派な鬼瓦を葺いたところ向かいの家の住人が突如原因不明の病に倒れ、これを薬屋の鬼瓦に跳ね返った悪いものが向かいの家に入ったのが原因と考え、鬼より強い鍾馗を作らせて魔除けに据えたところ住人の病が完治したのが謂れとされる。
平成25年（2013年）12月、京都市東山区にある若宮八幡宮社の境内に日本初となる鍾馗を祭った鍾馗神社が創建された。

## 画像

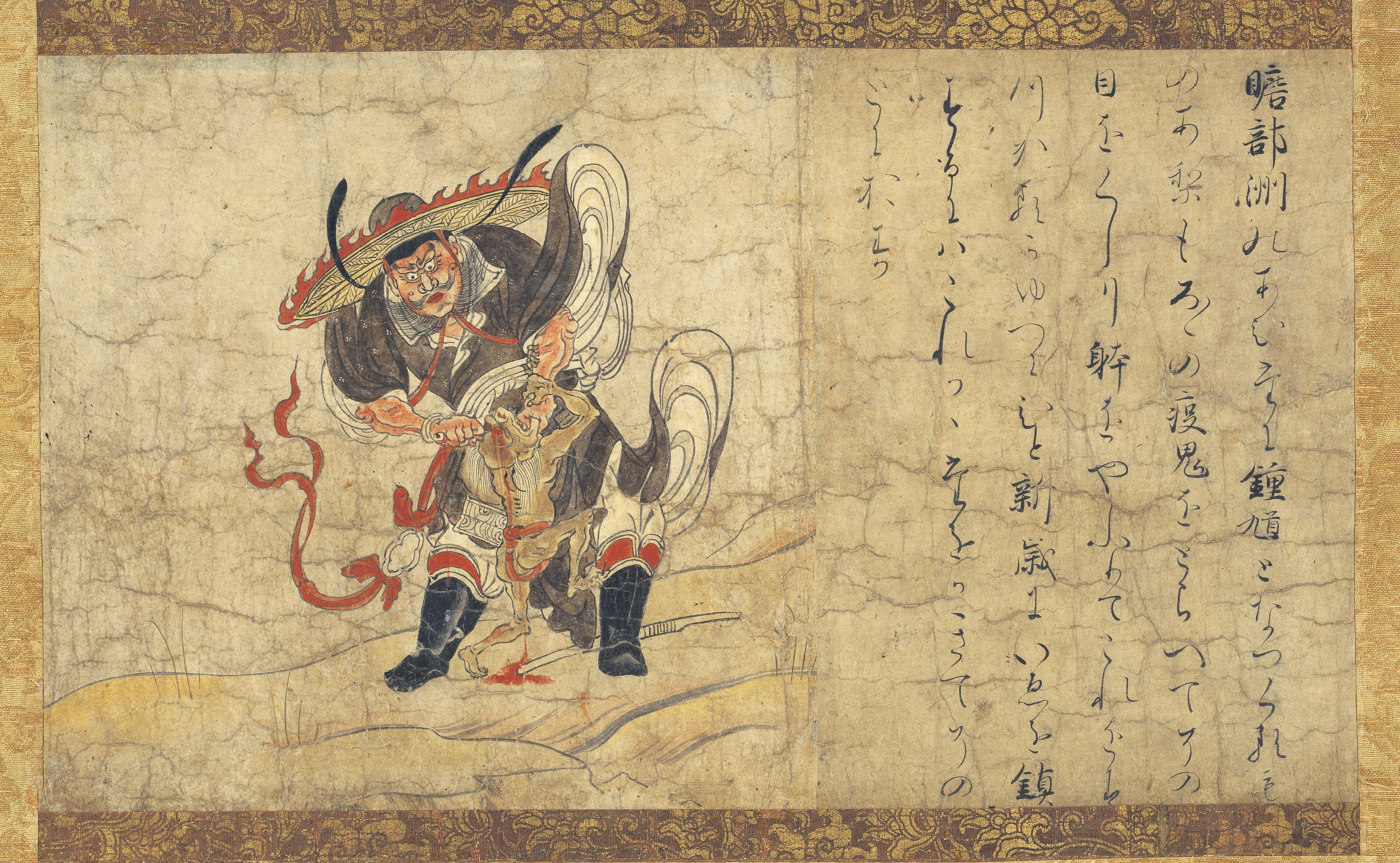
国宝『辟邪絵 鍾馗』。平安～鎌倉時代（12世紀）。奈良国立博物館所蔵[4]。
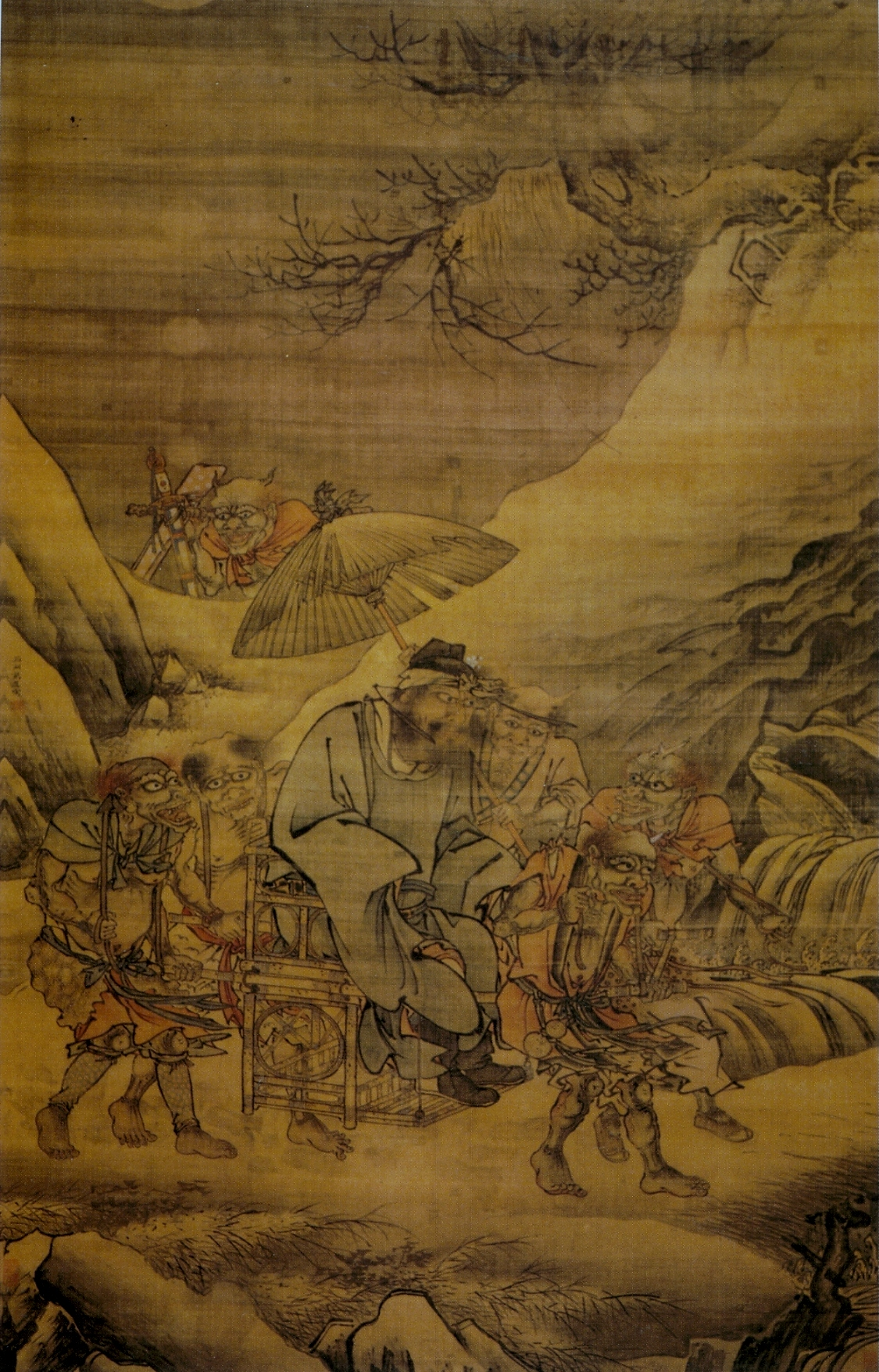
『鍾馗出山図』 （戴進（中国語版）、15世紀）
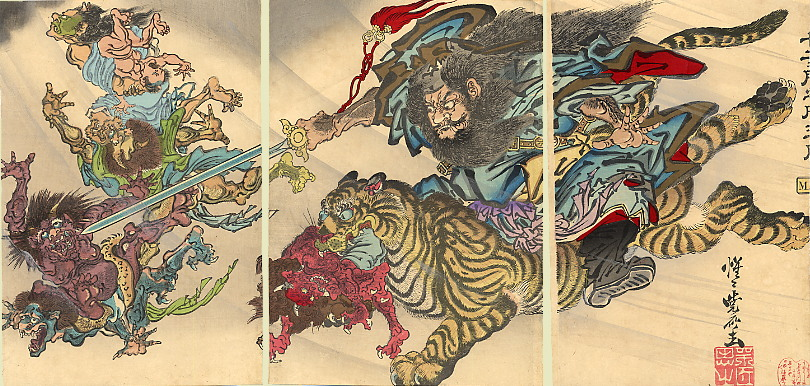
『鍾馗』 （河鍋暁斎）
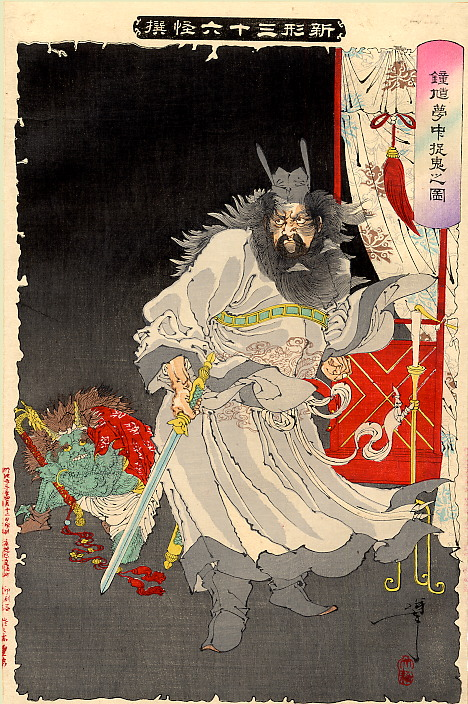
『鍾馗夢中捉鬼之図』 （月岡芳年『新形三十六怪撰』）
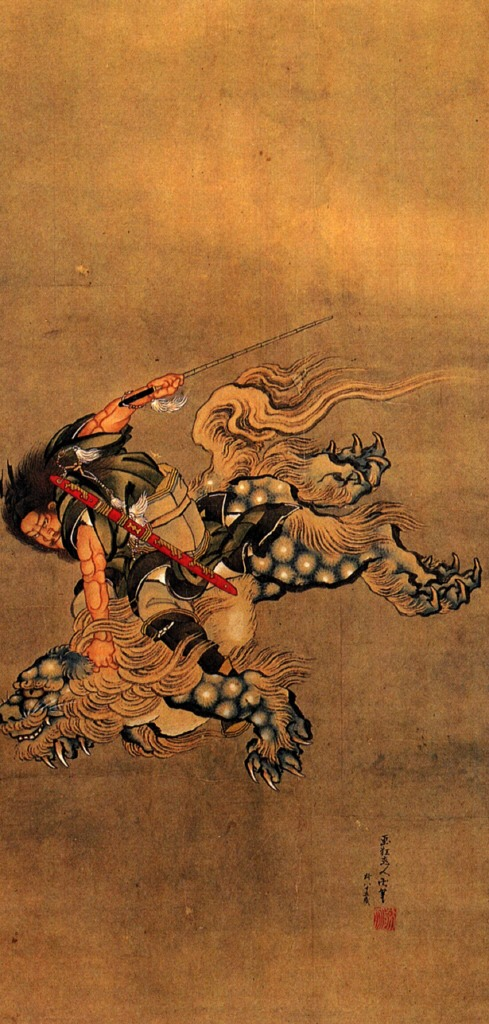
『鍾馗騎獅図』 （葛飾北斎）
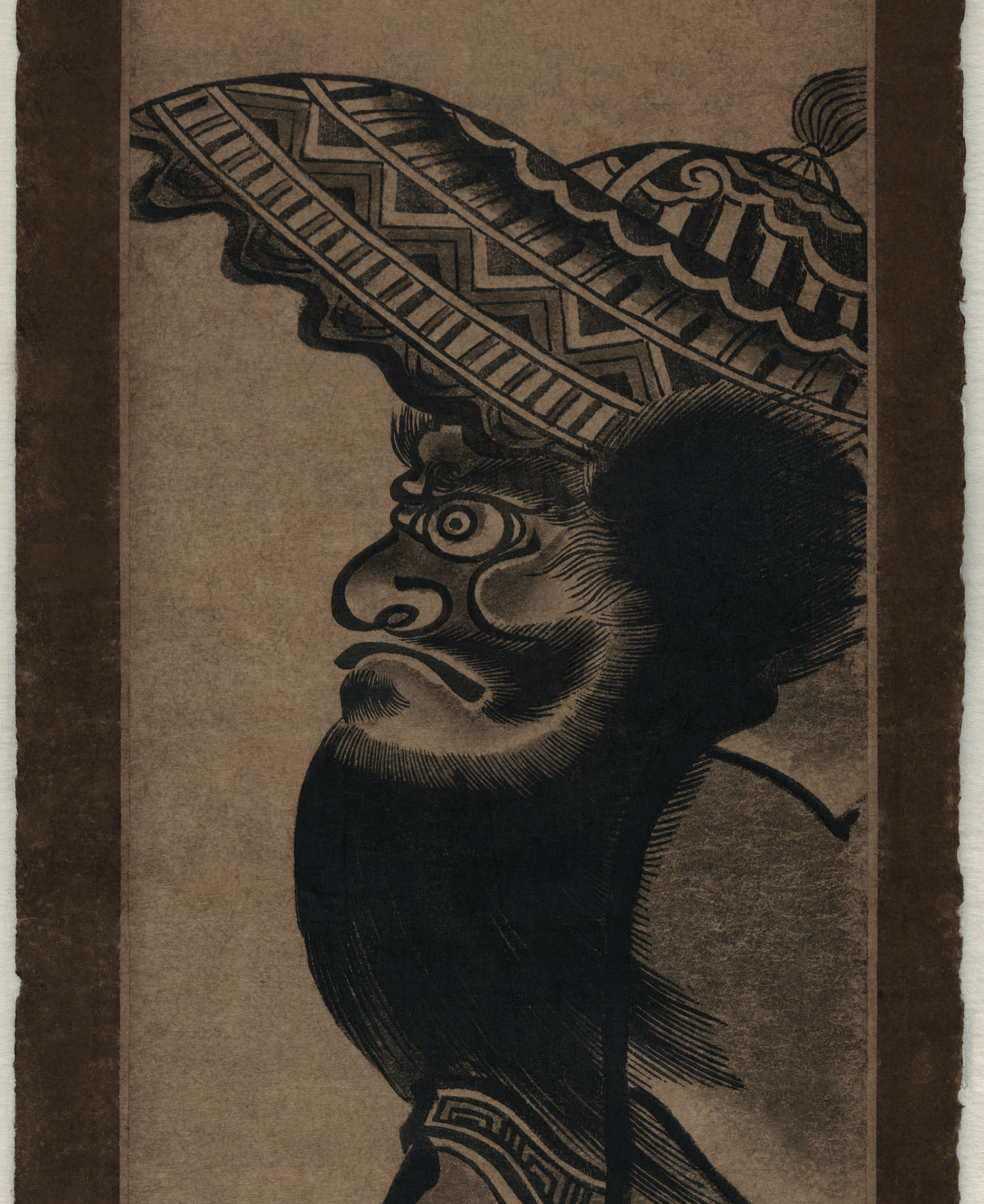
『鍾馗像』 （部分、奥村政信）
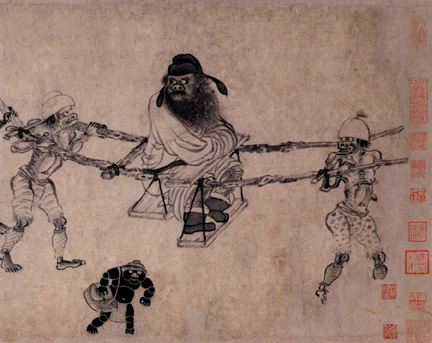
龔開（中国語版）画。1304年ごろ。米フリーア美術館所蔵
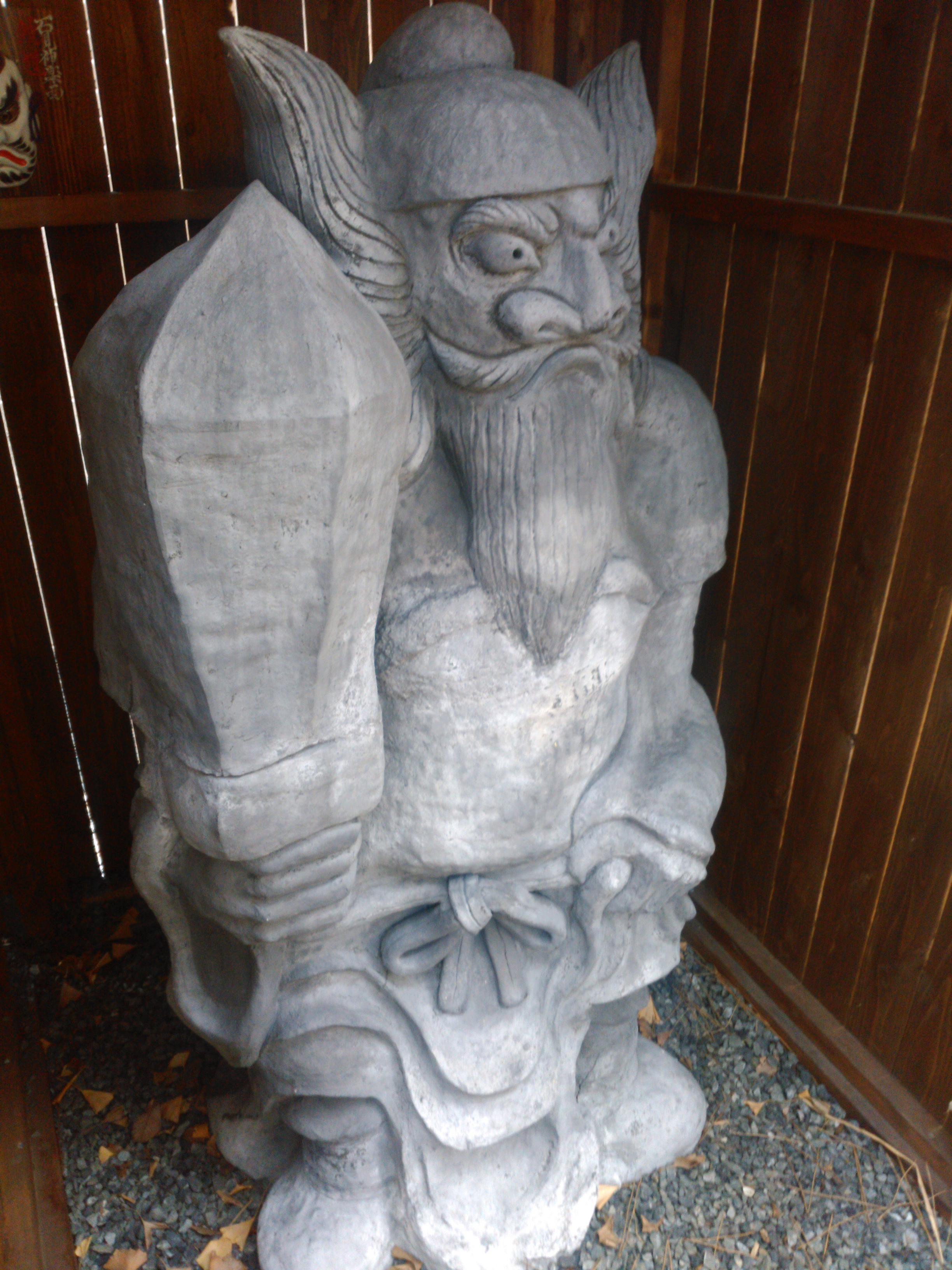
鍾馗像。（京都市、若宮八幡宮、鍾馗神社）
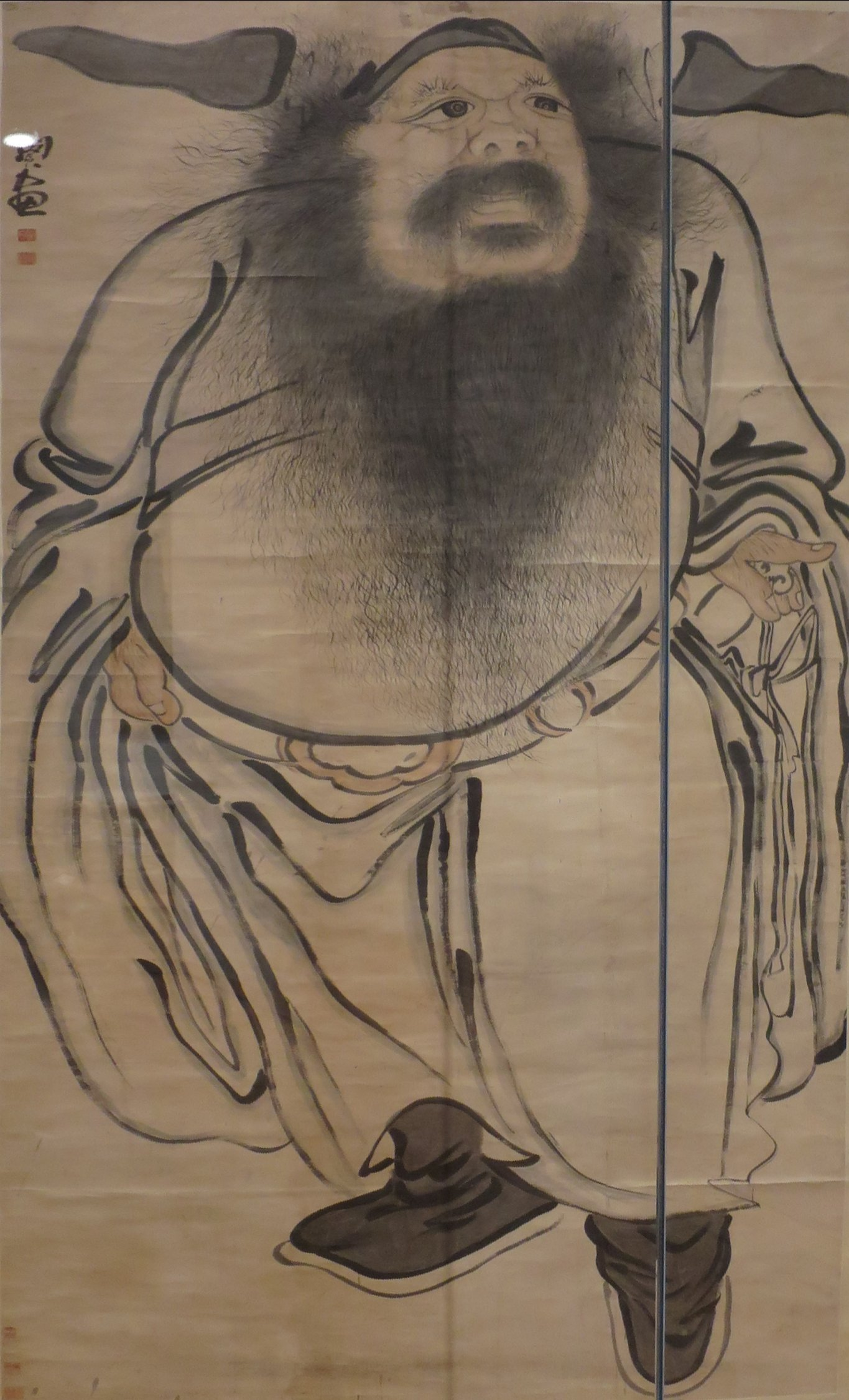
鍾馗
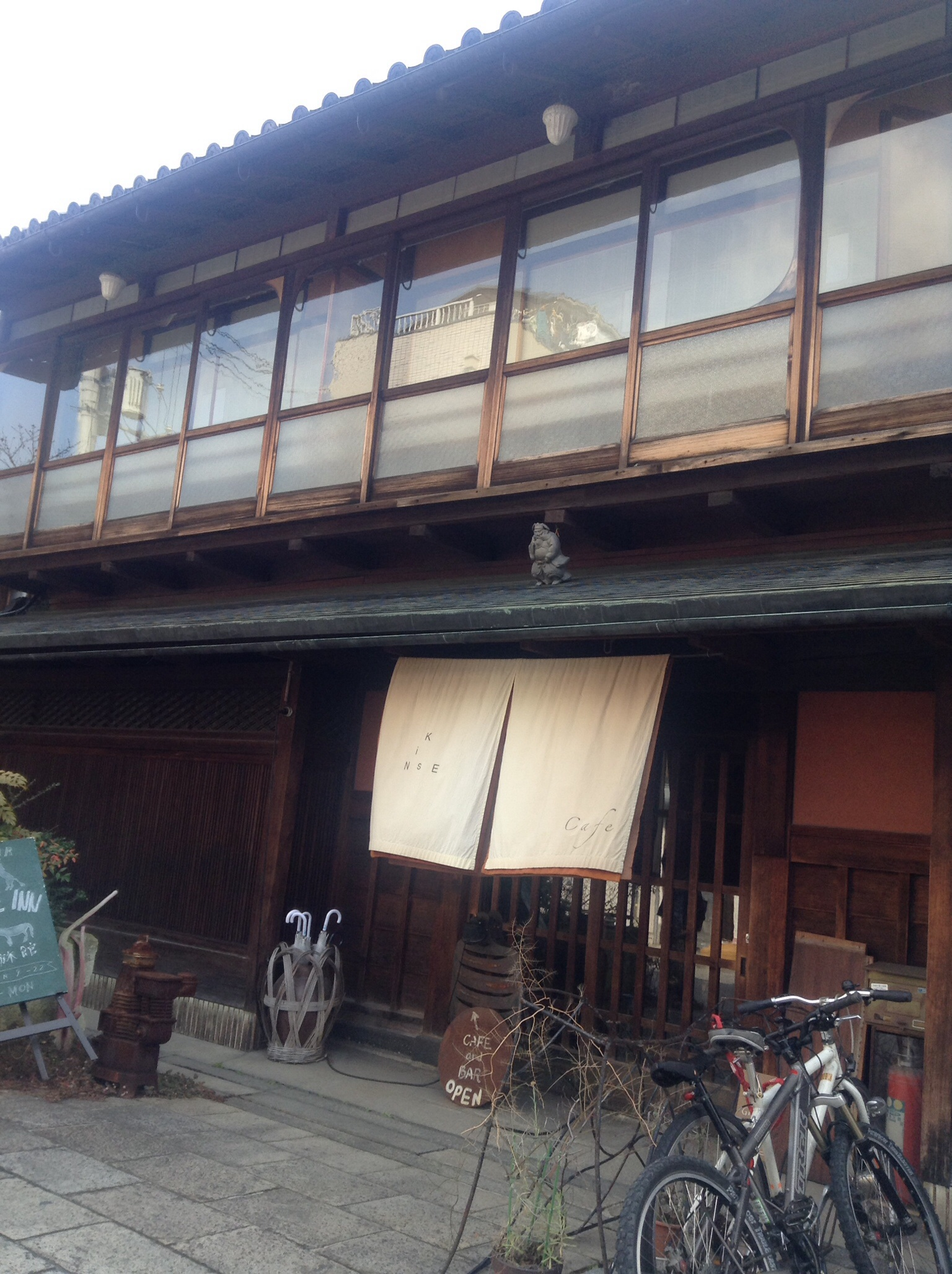
鍾馗像
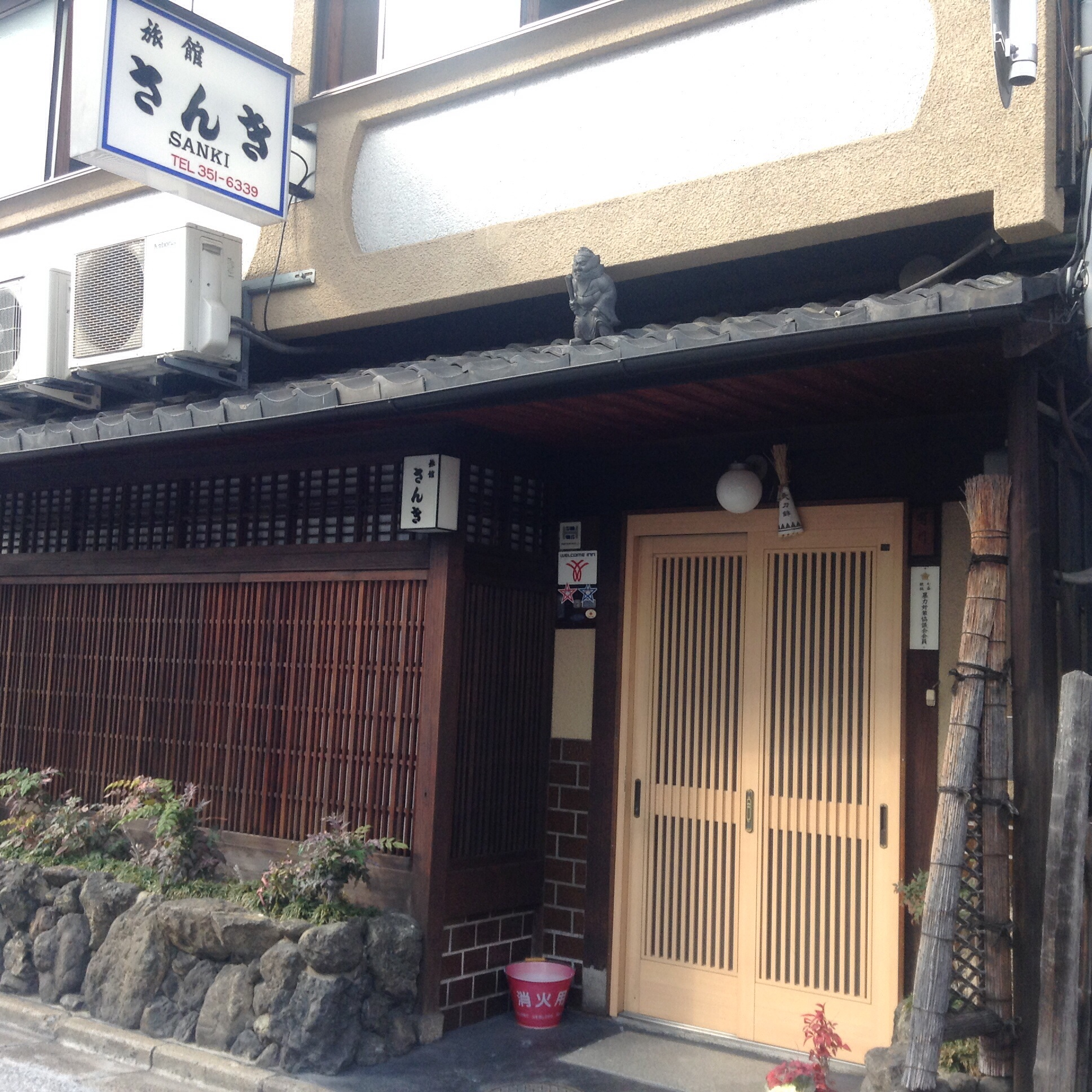
鍾馗像
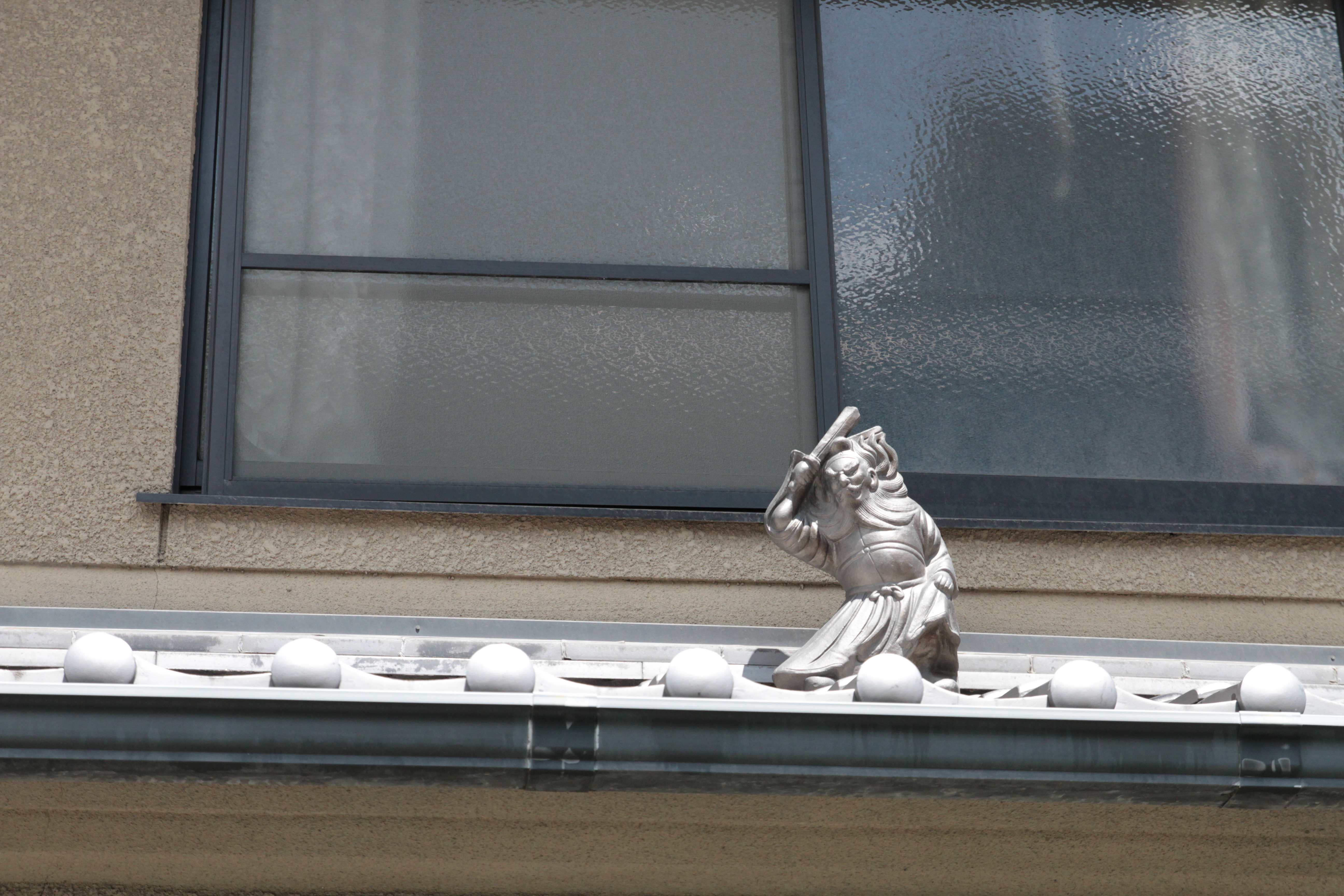
鍾馗像